# Swansea (Illinois)
Swansea é uma vila localizada no estado americano de Illinois, no Condado de St. Clair.

## Demografia
Segundo o censo americano de 2000, a sua população era de 10.579 habitantes.
Em 2006, foi estimada uma população de 12.582, um aumento de 2003 (18.9%).

## Geografia
De acordo com o United States Census Bureau tem uma área de
13,2 km², dos quais 13,1 km² cobertos por terra e 0,1 km² cobertos por água.

## Localidades na vizinhança
O diagrama seguinte representa as localidades num raio de 12 km ao redor de Swansea.